# Nikolaj Zjoekovski

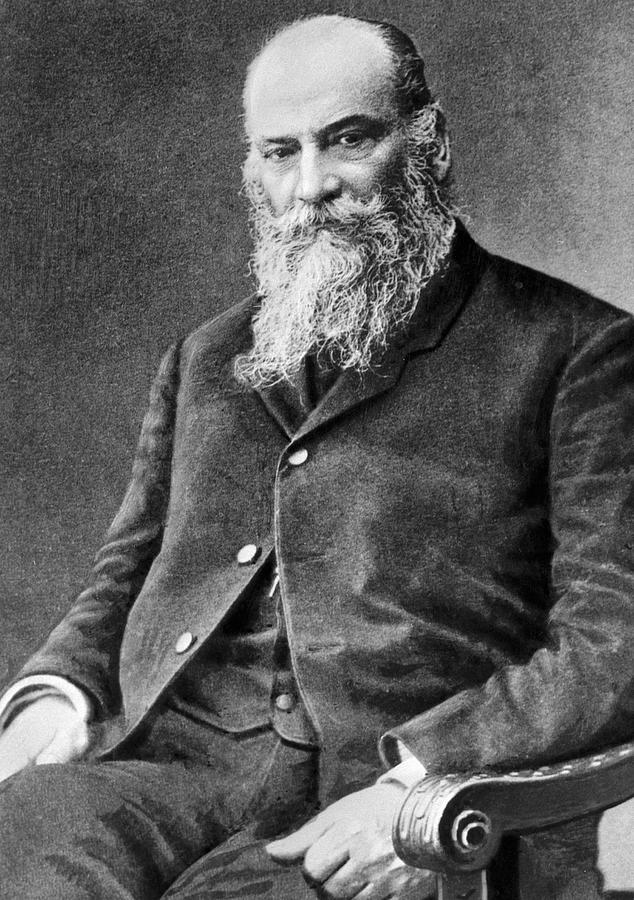
Nikolaj Zjoekovski in 1911

Nikolaj Jegorovitsj Zjoekovski (Orechovo, 5 januari 1847 - Moskou, 17 maart 1921) (Никола́й Его́рович Жуко́вский) was een Russisch ingenieur die bekendstaat als grondlegger van de moderne aerodynamica en hydrodynamica. De Russische luchtvaartpionier werd geboren als zoon van Jegor Zjoekovski, een verbindingstechnicus. Nikolaj bezocht tot 1864 het jongensgymnasium in Moskou. Daarna ging hij naar de faculteit voor toegepaste wetenschappen en wiskunde van de Universiteit van Moskou. Na de voltooiing van deze studie, vier jaar later, besloot hij een vervolgstudie te doen aan de werktuigbouwkundige academie van Sint Petersburg. Bij zijn terugkeer naar Moskou werd hij leraar natuurkunde op het gymnasium en later leraar wiskunde op de technische hogeschool.
De formule van Zjoekovski waarmee de drukverandering bij waterslag berekend kan worden is door hem opgesteld.

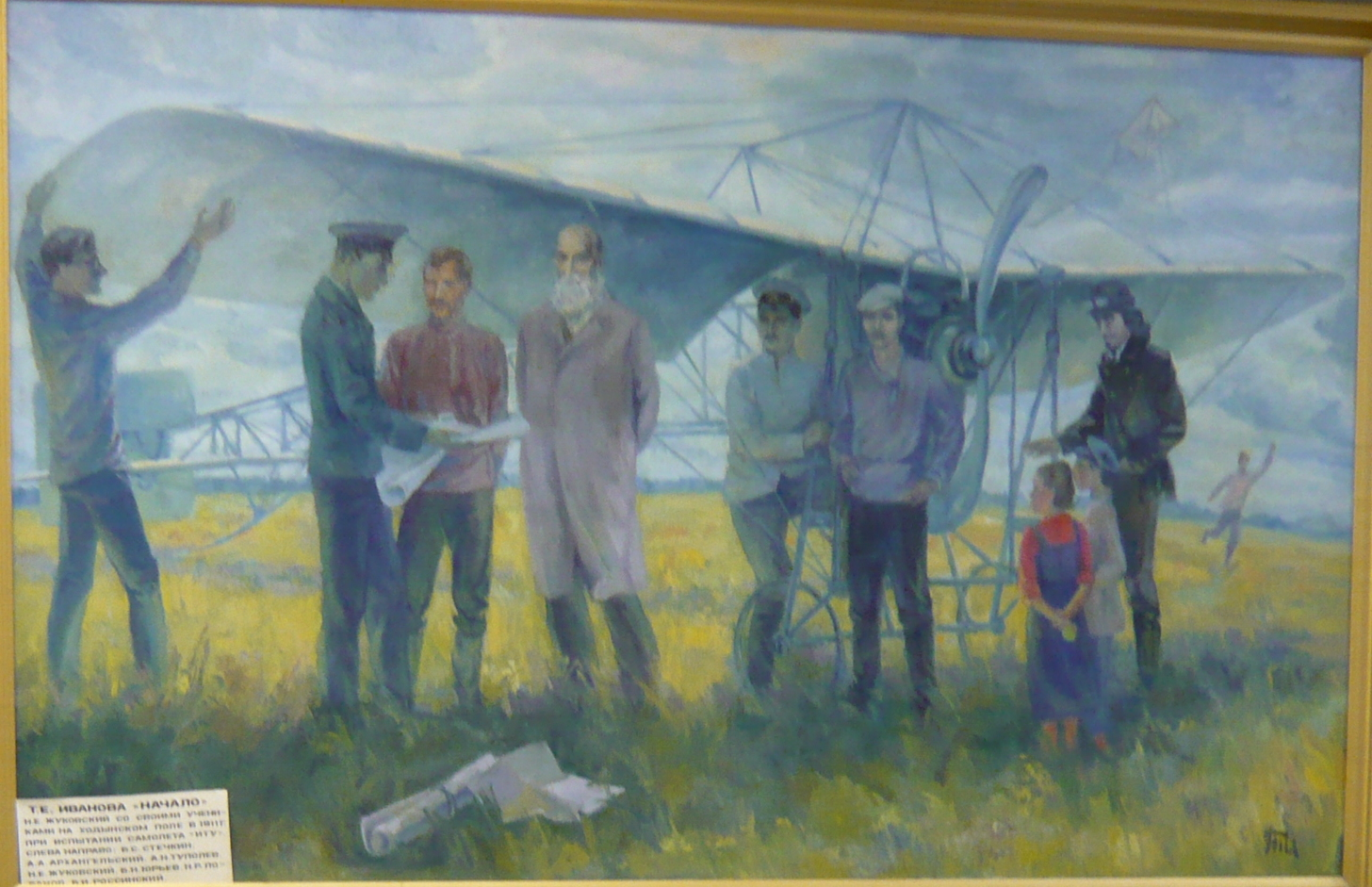
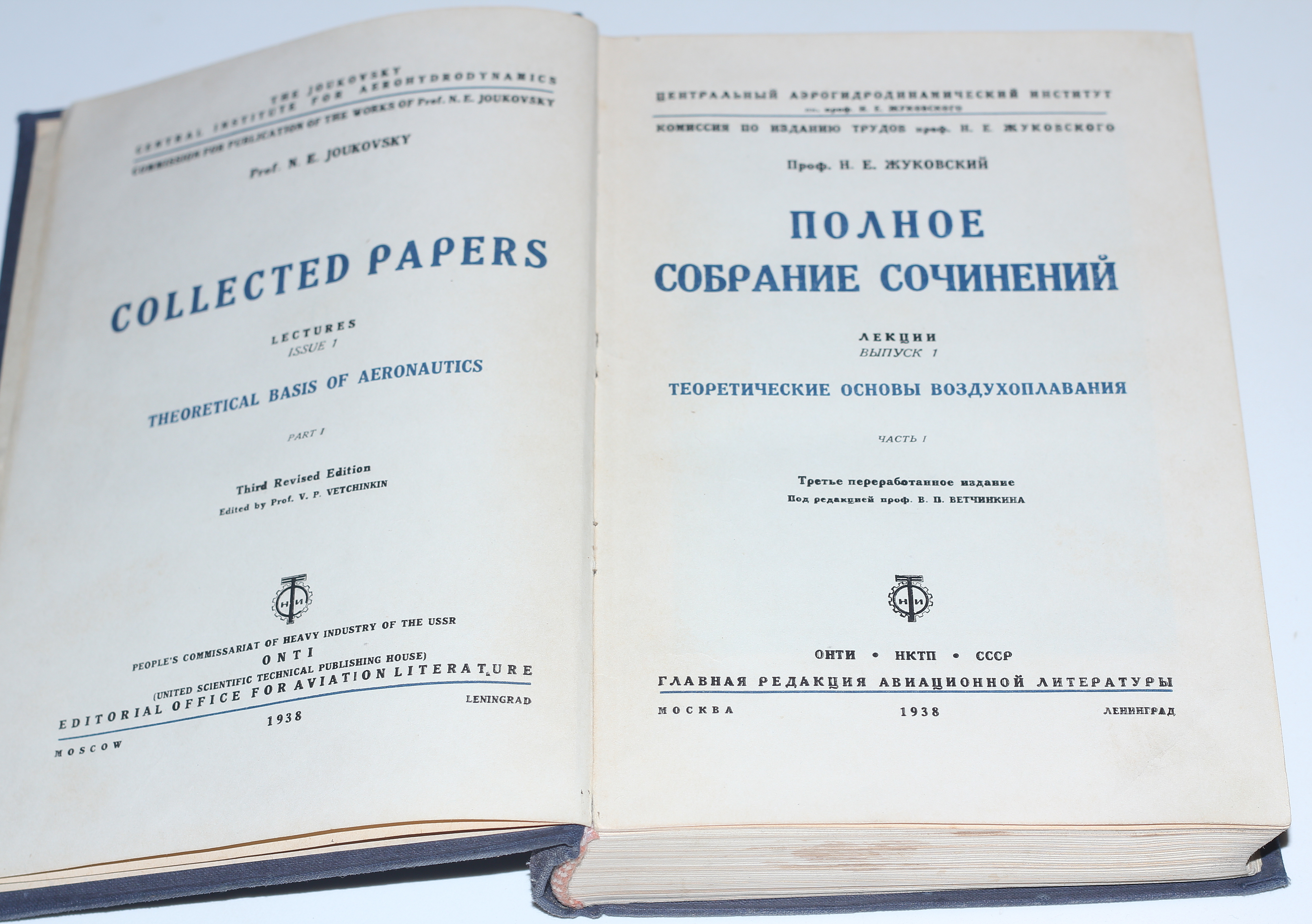
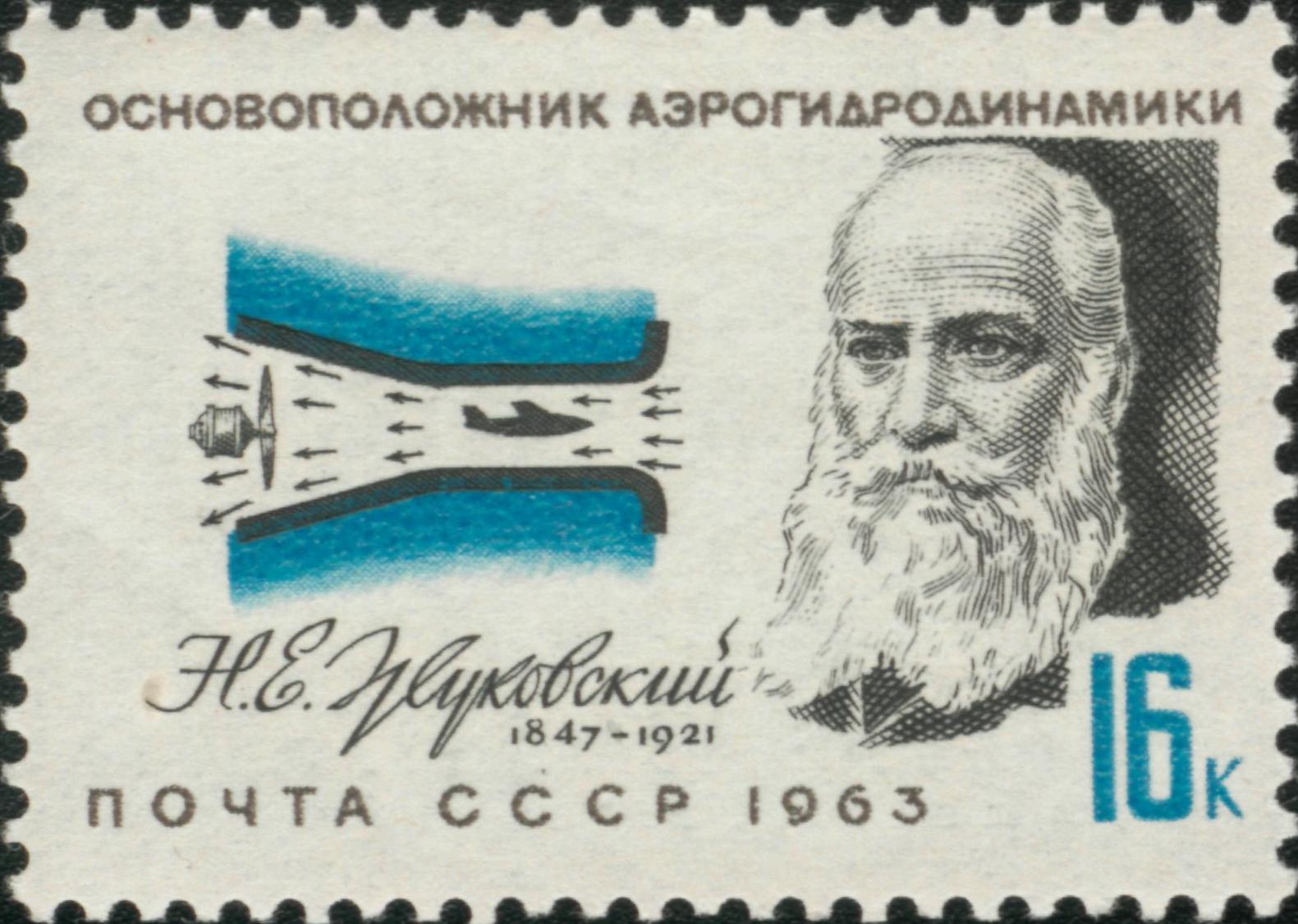

- Bibsys: 6065390
- Bibliothèque nationale de France: cb166607006 (data)
- Gemeinsame Normdatei: 102621411
- International Standard Name Identifier: 0000 0001 0986 1649
- Library of Congress Control Number: n84069851
- Nationale Bibliotheek van Letland: 000160089
- Mathematics Genealogy Project: 102058
- Nationale Bibliotheek van Tsjechië: skuk0006078
- Nationale Bibliotheek van Israël: 987007457263905171
- Nationale Bibliotheek van Polen: a0000001867206
- Nederlandse Thesaurus van Auteursnamen: 271430710
- SNAC: w6vx4nsk
- Système universitaire de documentation: 06783034X
- Virtual International Authority File: 71788879
- WorldCat: E39PBJdx9BK4m9BCx46kjGFFrq